# Stefania Boffa
Stefania Boffa (Wetzikon, 9 agosto 1988) è un'ex tennista svizzera.

## Biografia
In carriera ha raggiunto la 307ª posizione del ranking mondiale nel singolare (15 giugno 2009) e la 194ª nel doppio (4 maggio 2009). Nel 2006 ha fatto parte della squadra svizzera di Fed Cup giocando due incontri di doppio. Si è ritirata nel 2010.

## Statistiche ITF

### Singolare

#### Vittorie (1)
| N. | Data            | Torneo  | Superficie | Avversaria in finale | Punteggio     |
| -- | --------------- | ------- | ---------- | -------------------- | ------------- |
| 1  | 3 dicembre 2006 | L'Avana | Cemento    | Melisa Morales       | 6-1, 3-6, 6-3 |

### Doppio

#### Vittorie (4)
| N. | Data            | Torneo   | Superficie  | Compagna         | Avversarie                            | Punteggio   |
| -- | --------------- | -------- | ----------- | ---------------- | ------------------------------------- | ----------- |
| 1  | 1º ottobre 2006 | Giacarta | Cemento     | Ling Zhang       | Sandy Gumulya Lavinia Tananta         | 6-4, 6-4    |
| 2  | 16 marzo 2007   | Atene    | Terra rossa | Raluca Ciulei    | Karin Hechenberger Giorgia Mortello   | 6-0, 7–6(0) |
| 3  | 26 ottobre 2008 | Glasgow  | Cemento     | Amanda Elliott   | Laura Ioana Andrei Irina-Camelia Begu | 6-4, 7–6(3) |
| 4  | 21 marzo 2009   | Bath     | Cemento     | Anna Fitzpatrick | Veronika Chvojkova Kateřina Vaňková   | 6-1, 6-1    |